# 民政事務總署

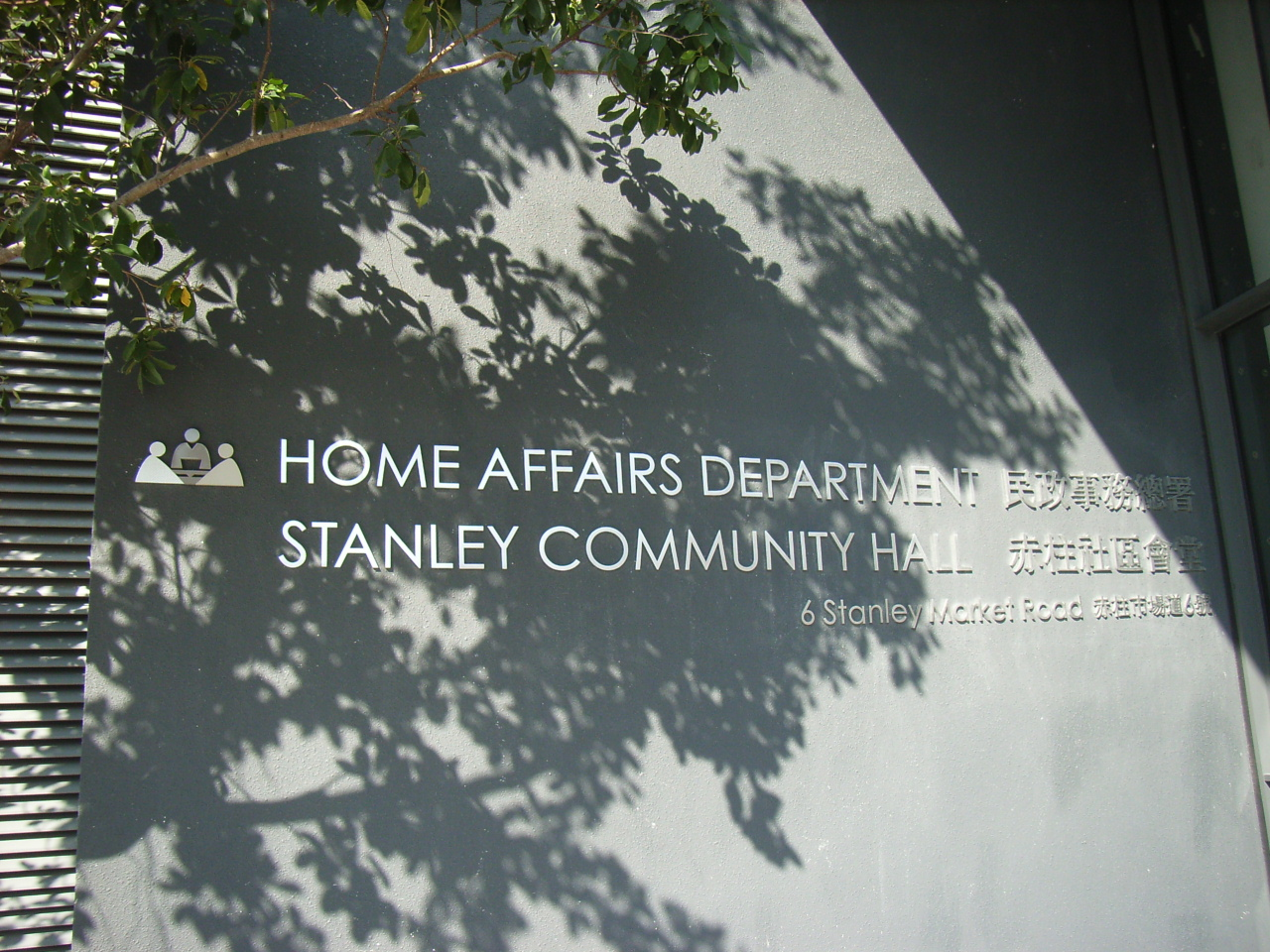
南區民政事務處赤柱分處

民政事務總署（簡稱民政總署或民政署，縮寫）是中华人民共和国香港特別行政區政府民政及青年事務局轄下的部門，專責促進政府與市民間的溝通，並協助發展地方行政，包括新界村代表選舉。現任民政事務總署署長為杜潔麗女士。
民政事務總署在全港十八區均設置了民政事務處，由民政事務專員主管；民政事務總署並負責管理各區的社區會堂／社區中心。

## 歷史
在民政事務總署成立之前，香港殖民地政府的官、民之間並沒有適當溝通途徑，以致產生如六七暴動般的悲劇。六七暴動後，港府於1968年5月倣效在新界行之有年的理民府（District Office）、主管為理民官（District Officer）的制度，在市區設立10個民政署（City District Office），主管為民政主任（City District Officer）的制度，以提供資源協助各社區解決地方問題及主動搜集居民的意見，向政府匯報。1982年地方行政計劃實行，兩套制度二合為一，全改稱為政務處（District Office），主管為政務專員（District Officer），並由政務總署（City and New Territories Administration）統籌，下分港九政務署和新界政務署，1994年政務總署進行改組合併，撤銷港九政務署和新界政務署，主權移交後再改稱為民政事務總署。
今天，香港特區政府與市民之間的溝通有多方面的專有渠道，包括政府數字政策辦公室（管理1823聯絡中心）、立法會、各區議會、申訴專員公署、平等機會委員會、個人資料私隱專員公署等等。

## 歷任署長
民政事務總署署長
- 李麗娟（1997年7月－2002年6月）
- 陳甘美華（2003年6月－2016年1月）
  - 陳積志（署理，2016年1月－2016年4月）
- 謝小華（2016年4月－2022年1月）
  - 王秀慧（署理，2022年1月－2022年4月）
- 張趙凱渝（2022年4月－2025年1月25日)
  - 易志宏（署理，2025年1月26日-2025年2月2日)
  - 王婉蓉（署理，2025年1月26日-2025年2月2日)
- 杜潔麗（2025年2月－）

## 伴倡自強
民政事務總署於2006年起推行《伙伴倡自強》的社區協作計劃，推動可持續的地區扶貧工作，助人自助，特別是協助社會上的弱勢社群自力更生。目的是提升可僱用人士的技能和就業能力，並為弱勢社群提供就業機會，讓他們能夠自我裝備和更有效地融入社區。

## 爭議

### 被指忽略無家者需要
在2019冠狀病毒病香港疫情期間，一批麥難民流離失所。立法會社會福利界議員邵家臻和多名區議員多次去信民政事務局局長劉江華和相關政府部門，要求民政事務總署和康樂及文化事務署開放臨時庇護中心。不過署方回信拒絕，重申在現時機制下，臨時庇護中心機制只限在惡劣天氣下開放，而署方政策範疇並不包括為無家者人士提供臨時居所。邵家臻和大埔區議員譚爾培批評政府處事官僚，沒有考慮被趕絕無家者人士的感受。直到4月9日恢復堂食服務時，政府一直拒絕開放臨時庇護中心。

### 被指打壓2020年香港立法會選舉民主派初選
就2020年香港立法會選舉，民主派進行初選，有多達61萬人投票。「選舉觀察計劃」就民主派初選發表觀察報告。報告指，根據國際標準，用於評估初選投票是否公正的33個項目中，22個表現被評為「令人滿意」，但報告同時批評，民政事務總署、房屋署積極打壓，阻礙議員辦事處成為投票站。另外有72個票站曾被警員查問或有警員在站外拍照，位處公共屋邨的票站被房屋署職員「路經拍照」亦相當普遍。報告又呼籲，北京停止用涉違國安法打擊初選，製造寒蟬效應，阻礙市民參與合法公共活動。

### 區議員申領實報實銷開支被拖數
《蘋果日報》在2020年12月底透過電郵問卷，向全港300多名民主派區議員查詢2020年1月至11月民政總署拖欠議員津貼的狀況。最終收回78份問卷中，超過七成半（60名區議員)，表示曾被民政總署拖欠發放津貼，由1個月至11個月不等。其中有7名區議員更被拖欠20萬元或以上款項。被指拖欠款項的60名議員需要透過自己的薪金彌補議辦營運開支，也有人需動用自己儲蓄，甚至向銀行、朋友或家人借貸，才能維持辦事處運作。其中沙田禾輋區議員李志宏在2020年10月起更向銀行借錢20萬營運辦事處，不過資金已經到2021年1月接近用盡，瀕臨破產邊緣。民政總署指署方指沒有備存相關數字。

### 打壓由泛民主導的區議會
自2019年區議會選舉建制派慘敗後，政府多次拒絕向泛民首次主導的區議會提供協助。當區議會商議的議案不合政府部門心意：如灣仔區議會討論區內六四集會安排、中西區區議會動議通過譴責警務處長縱容警察濫權、元朗區議會動議成立「7.21白衣暴徒無差別襲擊事件工作小組」等，民政專員或其他與會政府官員和紀律部隊長官，會率領全體在席政府官員及區議會秘書處職員離場，有時甚至任意取消會議日程、刪減議程及拒絕提供場地與區議會召開會議，並拒絕提供秘書處及直播會議服務。
即使是民生事務，民政處亦禁止多區區議會採購口罩和拒批防疫撥款，也表示從來沒有收過物流署口罩。民主派批評民政處說法誤導和「諸多阻撓」。其中沙田區議會副主席黃學禮批評當局大玩政治，民政事務專員與議員零溝通。元朗區議會主席黃偉賢指，民政事務專員曾出手阻撓防疫，不停搬龍門。而東區區議會副主席趙家賢指，民政處只容許官方派發防疫物資，不准區議會推行防疫活動。
2021年1月11日，立法會民政事務委員會開會，民政事務局局長徐英偉呼籲目前區議會要「跟返規矩做事」，未有按照政府要求進行批款，進度依然緩慢，更稱「區議會其實已經失效」和議會明顯過度政治化，會檢討區議會方向及工作。
2021年4月，民政事務總署於大埔、北區新設4個分區委員會，名單是「2020-2022年度」，當中17人為2019年區議會選舉的落敗者。大埔區議會副主席劉勇威批評政府設立分區委員會未有告知區議會，而委員會是4月新設，不明白名單提及2020年，質疑當局有意「瞞天過海」，指出分區委員會是「敗選者聯盟」，而有關安排明顯是為配合選委會選舉。民政事務總署其後在網頁更改為「2021-2022年度」，並稱委任原則是「用人唯才」。
2021年6月，民政事務總署發信電郵及警告多名民主派區議員因應舉辦與六四集會有關的活動(例如：設街站派發蠟燭或事處門外放置蠟燭讓街坊自行領取)，指有區議員進行與區議員工作無關、影響地區和諧及或犯法的活動說，根據條例，如果區議員的行為不符合指引，有可能不獲發還薪津或要負上刑責。 

## 外部連結
- 香港特別行政區政府 民政事務總署（页面存档备份，存于）
- 牌照事務處（页面存档备份，存于）